# Charkiwci (hromada Hadziacz)
Charkiwci (ukr. Харківці) – wieś na Ukrainie, w obwodzie połtawskim, w rejonie połtawskim, w hromadzie Hadziacz. W 2001 liczyła 760 mieszkańców, spośród których 747 wskazało jako ojczysty język ukraiński, 12 rosyjski, a 1 mołdawski.